# Taiwanese Staatsbouw Partij
De Taiwanese Staatsbouw Partij (TSP) is een Taiwanese politieke partij. De partij werd opgericht in 2016. De Taiwanese Staatsbouw Partij is sterk progressief liberaal en draagt waarden als mensenrechten en anticommunisme hoog in het vaandel. Daarnaast wordt gefocust op de Taiwanese identiteit.

## Geschiedenis
In 2012 is het opgericht onder de naam "Radical Wings".
In juli 2015 werd het geregistreerd als een nationale politieke organisatie bij het ministerie van Binnenlandse Zaken van de Republiek China.
Op 15 mei 2016 werd hij geregistreerd als een politieke partij "Taiwan Radical Wings" en Chen Yiqi werd gekozen als de eerste partijvoorzitter.
Bij de Nine-in-One-verkiezing van 2018 nomineerde de TSP 12 mensen om verkozen te worden als gemeenteraadslid, en het hele leger werd weggevaagd.
Op 29 april 2019 is het gewijzigd in de huidige naam van Taiwanese Staatsbouw Partij.
Bij de parlementsverkiezingen van 2020 nam TSP voor het eerst deel aan de parlementsverkiezingen als politieke partij. Chen Baiwei werd verkozen als wetgever van het tweede kiesdistrict van Taichung City (Shalu District, Longjing District, Dadu District, Wuri District, Wufeng District) en verslagen. Kwomintang (KMT)-kandidaat Yan Kuanheng, TSP won voor het eerst een zetel in de Wetgevende Yuan.

## Standpunten
De TSP belooft een lokale oppositiepartij te worden en het doel van de partij is om sterker te worden om de concurrentie tussen de Taiwanese Fundamentele Partij en de Democratische Progressieve Partij te bevorderen.